# Kira Plastinina
Kira Sergeevna Plastinina (in russo Ки́ра Серге́евна Пласти́нина?; Mosca, 1º giugno 1992) è una stilista russa.

## Biografia
Kira Plastinina ha iniziato giovanissima l'attività di stilista anche grazie all'appoggio economico del padre, Sergei Plastinin, uomo d'affari, tra i principali azionisti di Wimm-Bill-Dann.
Già a 16 anni veniva lanciata su scala mondiale ottenendo però anche insuccessi clamorosi, come la catena di negozi negli Stati Uniti d'America fallita quasi sul nascere.
A 18 anni poteva comunque contare già su 120 punti vendita distribuiti in varie parti del mondo.
Kira Plastinina ha dato vita ad una linea chiamata "Lublu" dal carattere "art-glamour-sportivo-casual", dedicata agli adolescenti e alle giovani donne fino a 25 anni.